# Derringer (arme)
Pour les articles homonymes, voir Deringer.

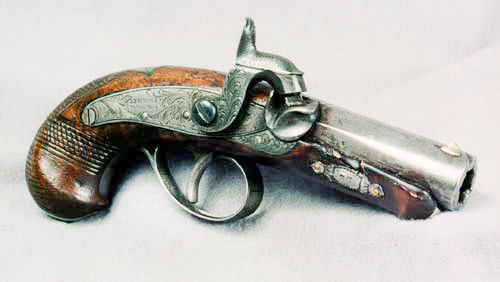
Modèle original de Henry Deringer (ici, l'arme ayant servi à assassiner Lincoln)

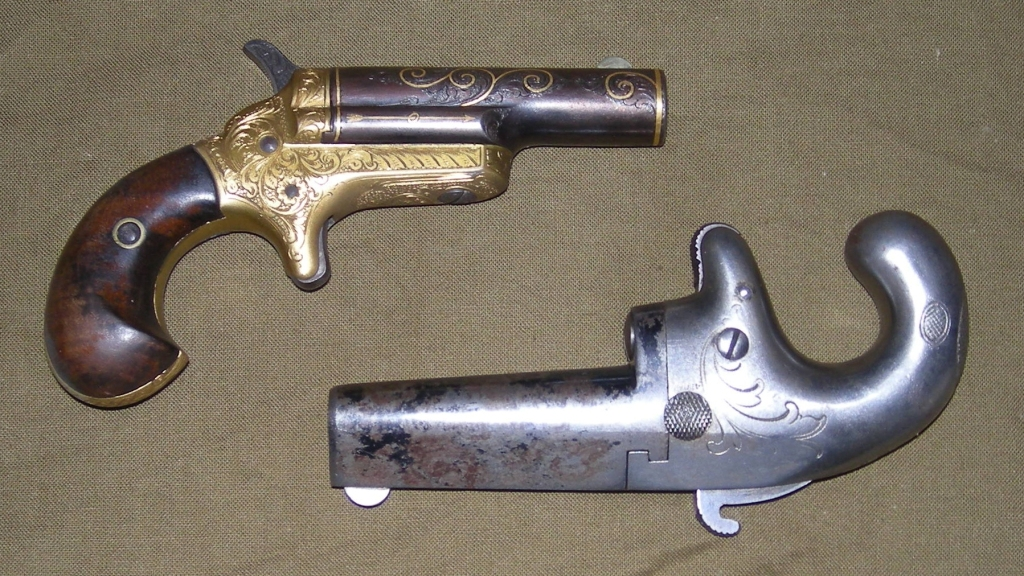
Colt Deringer, en bas premier Modèle (1870 - 1890), en haut troisième Modèle (1870 - 1912)

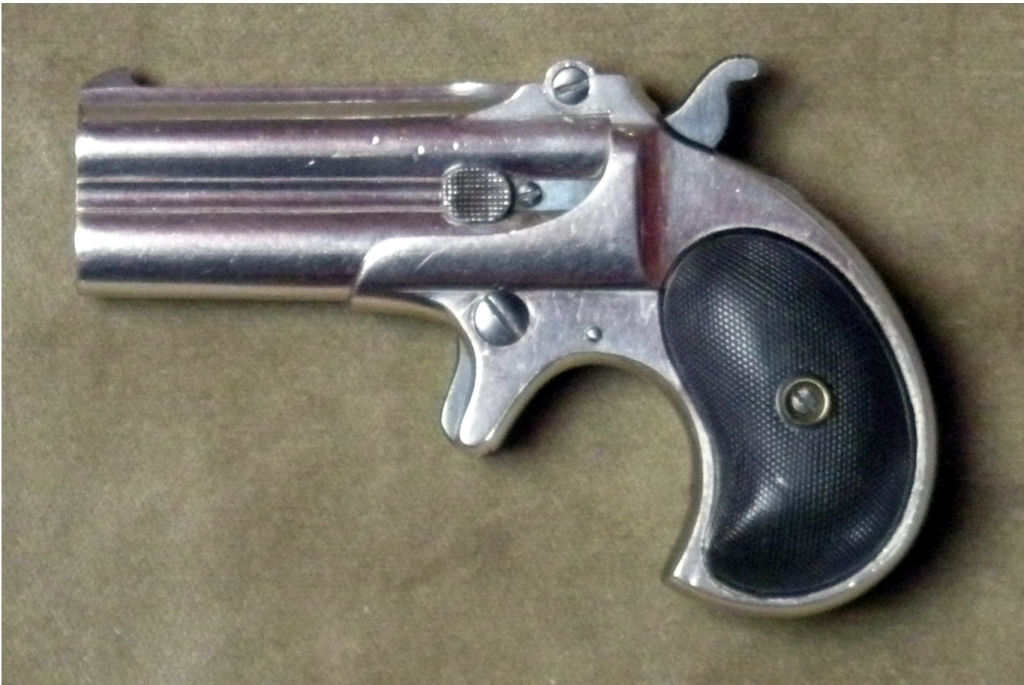
Remington Double Deringer cal .41 Rimfire

Le derringer est un type de petit pistolet de poche, sans barillet. Il a été développé par Henri Deringer, armurier américain, qui lui a donné son nom et l'a  fabriqué entre 1835 et 1868. Ces Deringers d'origine à percussion portent une inscription avec son nom et le lieu, (exemple Deringer/Philadephia). Des copies ont ensuite été commercialisées sous ce même nom par d'autres manufactures, et il a donc subi une antonomase, désignant désormais tout pistolet de ce type. Cependant, ces fabricants l'ont souvent mal orthographié, avec deux « r » au lieu d'un, d'où la graphie actuelle.
C'est avec ce type d'arme que fut assassiné Abraham Lincoln.
Alors que le modèle initial ne permettait qu'un tir avant rechargement, des modèles suivants (notamment le modèle de Remington Arms) ont ajouté une chambre et un canon pour permettre de tirer deux fois ,et[pas clair] même de 4 à 6 canons pour d'autres modèles (Remington Zig-zag Derringer, qui a été le 1er modèle à utiliser une cartouche métallique).
Ce concept a inspiré la réalisation d'armes de guérilla telles que le FP-45 Liberator de la Seconde Guerre mondiale ou le Deer gun produit durant la guerre du Viêt Nam, ainsi que celle d'armes d'autodéfense ou de secours comme le COP 357.